# 美緒みくる
美緒 みくる（みお みくる、1992年5月5日 - ）は、日本のAV女優、ストリッパー。マークスジャパン所属。

## 略歴・人物
東京都出身。2011年7月、ROCKETよりAVデビュー。2011年11月18日、アイドルユニット『純愛☆妹アイドル マシュマロ3D』加入、「マシュマロ☆ミルク」担当。
2013年6月、新宿ニューアートにてストリッパーデビュー。
趣味は、料理と読書。

## 作品

### アダルトビデオ
2011年
- 処女喪失×童貞生中出し（7月21日、ROCKET）
- 久しぶりに帰省して再会した○○が、見違えるほど美人になっていて…（8月11日、プレステージ）
- 飲撮 02（9月13日、プレステージ）
- 犯される女子校生 レイプされる5人の女子校生（9月19日、GLAY’z IMPACT）
- もしもこんなかわいい女子校生たちが、『エッチなレズビアン』だったら（9月22日、LADY×LADY）
- ヤレるで評判のおっぱい居酒屋（10月14日、アップス）
- 舐め娘（10月20日、LADY×LADY）
- 日本人 3D（10月20日、SODクリエイト）
- 極上素人おもいっきり生電マ 8（10月20日、ナチュラルハイ）
- 素人SEX 女子校生巨乳（10月28日、SWEET GIRL）
- 恥じらいおしっこウオッチング 何でも思い通りになりそうなピュアっ娘限定ナンパ（11月10日、ホットエンターテイメント）
- ザ・面接 VOL.123 ズボ汁 伝染 逆面接 上品なおクチでジュル咥え（11月15日、アテナ映像）
- 月刊口内射精（11月18日、SEX Agent）
- 問題:昔、ペチャパイとからかっていた幼なじみと久々に再会したら巨乳になっていた!しかも肌寒い夜に「一緒に寝ようよ」と胸をくっつけ添い寝してきました。近くには家族がいます。こんな時どうすればいい!?（11月19日、ナチュラルハイ）
- 恥女!羞恥!溶ける競泳水着!水泳合宿でまさかの全裸露出!（11月19日、サディスティックヴィレッジ）
- レイプ!ハメられた女子大生 野外キャンプで絶対に断れない王様ゲーム!!（11月19日、サディスティックヴィレッジ）
- 巨乳はみんなアタマ悪いって言われたから次の期末はいつもよりやる（11月25日、バルタン）
- 巨乳女子校生の止まらない性欲 ～学校帰りの生本番アルバイト～（12月1日、えっちな娘/妄想族）
- みお（12月13日、無垢）
- 咥えっぱ!!（12月16日、SEX Agent）
- 寸止め!背後手コキ（12月16日、SEX Agent）
- ザ・面接 VOL.124 二年ご無沙汰バツイチ熟女 おじさん大好き平成生まれ ナイスパックリみせまっせ～（12月21日、アテナ映像）
- 「女手ひとつで育ててくれた母には絶対に言えない」リストラされて無職になった今も同じ時間に毎朝家を出て、公衆便所援交でお給料分を稼いでいる本当の私。（12月22日、Hunter）

2012年
- 思春期女子の恥ずかしい尿検査（1月7日、アイエナジー）
- 強制無許可中出し 淫行記録 Vol.34（1月17日、KIプランニング）「立花ゆかり」名義
- 制服少女生膣摩擦 制服を脱がさないで爆萌着衣交尾（1月20日、SEX Agent）
- 働くオンナ獲り 【タイトスーツの美脚OLをハメ廻せ!!】 vol.13（2月1日、プレステージ）
- タートル着衣パイズリ 2（2月17日、SEX Agent）
- キスしながら乳首を責めて手こきして抜いてあげる II（2月25日、ハヤブサ）
- おませな女子校生のフェラチオはうますぎだから気持ちよすぎていっぱいザーメンが出ちゃいました（2月25日、ハヤブサ）
- 転校したら男は僕一人ぼっちだった…。 8（3月8日、アキノリ）
- 淫縛制服少女（3月17日、KIプランニング）「三河りょうこ」名義
- SEXのハードルが異常に低い世界 2（4月5日、ディープス）
- 授業にまったくついていけない僕はいつも居眠り! 授業中気付かないうちに寝勃ち（勃起）してしまった僕は、さらに気付かないうちに隣りの席に座るクラスのマドンナを興奮させていた!（4月5日、Hunter）共演5名
- 年の離れたダンナを持つ若妻は、セックスレスで夜中にこっそり家を抜け出し、量販店のアダルトグッズコーナーでまさかのオナニー!それでも満足できない発情妻は、近くにいる男性にこっそり求めてド淫乱絶頂!!2度目のセックスまで求めてきた!!（4月5日、Hunter）共演5名
- 92cmGcup女子校生 爆乳女子のオヤジに中出しをされるお仕事（4月19日、OPPAI）
- すく水尻コキじょしこーせい 2（4月20日、SEX Agent）
- 闇の事件簿・近親相姦集団レイプ… 忌まわしき血族の諍い（5月10日、グローバルメディアエンタテインメント）
- 女子校生 極太バイブオナニー VOL.01（5月18日、虎堂）
- スク◆レズ4 ～先生と生徒の同棲性活～ 爆乳美月先生 万引きショー女みくるちゃん（6月1日、クリスタル映像）
- 包茎チンポ責め（6月1日、OFFICE K’S）
- 足で責めあうレズビアン2（6月1日、プラネットプラス）
- 友達の家に遊びに行ったら、風呂上りで全裸にバスタオル1枚の女子校生の妹とバッタリ遭遇。妹は思わせぶりな視線で誘惑し、やりたい盛りの男が取る行動はただ1つ!Part2（6月22日、ケイ・エム・プロデュース）
- 放課後ソープランド 3（7月5日、アキノリ）
- 祭りでテンションが高くなった浴衣娘はココロもカラダも開放的になる!軽く声をかけたら、思ったより簡単にナンパに成功して、ぐっちょり濡れたタダマンをゲット!!（6月22日、ケイ・エム・プロデュース）
- 尿道一本刺 ～M男絶頂異物挿入～（8月3日、映天）
- A○B系美少女ロ●ータレズビアン 4（8月5日、ジャネス）
- 美しき勇者 まぼろしマスク&もーれつ仮面（8月24日、GIGA）
- わけありバイト きもちいいGカップ（9月1日、プラネットプラス）
- 千代田区大手町OL専門マッサージ店（10月2日、プレステージ）
- 原チャリではねた被害者のお見舞いに来て声を押し殺しながらも犯され続ける私は本当に加害者でしょうか? 2（10月6日、アイエナジー）
- 目を奪われる瞬間 2（10月11日、プレステージ）
- 働くオンナ喰い 2（11月1日、プレステージ）
- マジックミラー号妄想リクエスト企画!夢のハーレムMM号（11月8日、SODクリエイト）
- カップルの彼氏・彼女をムリヤリ入れ替え!強制スワッピングゲーム!!6（11月13日、はじめ企画）
- ニーソックス女子校生 放課後電気あんま倶楽部（11月22日、KEU）
- 天然巨乳オンナたちでギュウギュウの混浴露天風呂に男性客はボク1人!（11月22日、SWITCH）
- 通勤バスで痴漢される女の子を見つけてしまった僕は当然、助ける勇気があるわけもなくただ勃起して見ていただけ。しかし突然の急停車で痴漢と女の子の間に入り込んでしまい、結果助ける形に。でも下半身は勃起したままで、それに気付いた彼女が…。（11月22日、Hunter）
- 素人限定!最高賞金100万円争奪!ぬるぬる人間ローションボーリング 〜ピンを全部倒せなかったらローションまみれのスケベ罰ゲーム!〜（11月22日、ATOM）
- 素人覗き見!!アナタのオナニー見せて下さい。in横浜（12月11日、プレステージ）
- 女子校生生脱ぎ全裸オイルダンス 4（12月11日、ラハイナ東海）共演6名
- イク瞬間に脚がピーンとなる女のマン汁垂れ流しオナニー（12月18日、ラハイナ東海）
- パンスト手コキで5分以内に男をイカせられるか!?20人の挑戦（12月20日、KEU）共演:
- 素人ナンパなう!エロそうでスタイルのいい素人ギャルをナンパしてHしちゃいました!!（12月25日、ハヤブサ）

2013年
- 生足だけで責められたい 2（1月1日、プラネットプラス）
- 援交 エンジョから始まる恋もある。（1月1日、胸キュン喫茶）「りりぃ」名義[要出典]
- 美少女 レズキス、唾液交換、顔舐め（1月5日、ジャネス）
- 女子校生が失禁する程のくすぐり（1月19日、コチョ/妄想族）
- プレミアム代官山メンズエステ 5（1月20日、ピーターズ）
- レズビアン11組 ペニバンファックDX 4 4時間（1月22日、ラハイナ東海）
- 足裏パラダイス 3（1月24日、KEU）
- OL対決!SM女王様対決!本妻VS愛人対決!シチュエーションで見せる新ガチバトル 綺麗なお姉さんキャットファイト（1月24日、ROCKET）共演:天野小雪、秋本詩音、Sumire
- ブルマ女子校生 電気あんま倶楽部（1月24日、KEU）
- フェラチオSPIII おしゃぶり女子校生×240分×16人×16発（1月25日、ハヤブサ）
- 無防備な妹にオンナを感じたボク。 3（1月26日、クリスタル映像）
- 美少女たちのアナル舐め、双頭ディルド同性愛（1月30日、ジャネス）
- 練馬区・学校指定医師からの投稿 女子校生内科検診 性器まで調査した医師の秘蔵映像 関係あるの?!オマンコの奥深くまで検査?!（2月7日、東京スペシャル）
- 20代の素人15人 オマ○コ指入れびしょびしょ自画撮りオナニー vol.3（2月20日、プリモ）
- 無防備な妹にオンナを感じたボク。 3（2月22日、クリスタル映像）
- レズビアン クンニリングス 舌だけでイッちゃうオマ○コ（美少女ver）（2月25日、ジャネス）共演:早瀬ありす、藤原ひとみ、愛原さえ、樹花凜、菅野由紀、琥珀うた、星崎アンリ
- 高級ソープへいらっしゃい 38（3月8日、クリスタル映像）
- ペニバン美少女（3月25日、ジャネス）
- ワイセツ整体院の羞恥オイルマッサージ 人妻編（4月10日、ブリット）
- クラスの可愛い女子達にパシられて買ってきた飲み物に媚薬を仕込んだら、ボクのチ○ポは玩具にされて犯された（4月11日、SWITCH）
- フェラチオSPV おしゃぶり240分×16人×16発（4月13日、ハヤブサ）
- 女の口はオマ○コが好き 性感クンニリングス3 4時間（4月19日、スタイルアート/妄想族）
- A○B系美少女ロ●ータレズビアン DX 4時間（5月5日、ジャネス）
- 爆乳輪姦学級（5月24日、クリスタル映像）
- 黒人の凄腕テクニックと巨デカチ●ポに翻弄されたあげく白目を向き白濁汁を溢れんばかりで大放出!! 4（5月25日、Kplus）
- 新発明！時限式精子爆弾！制限時間内に逆ナンして素人男性を発射させないと危険日の膣内でカプセルが溶けて受精しちゃう！早抜きテクが得意とうわさの爆乳女優の賞金とプライドと妊娠を掛けた戦い!（6月6日、michiru）
- 「私のパンツ見たでしょ!」偶然見えたクラスメイトのパンチラはまさかの勝負下着?視界に飛び込む刺激的なパンチラ。勝手にドキドキしていたら、ガン見しているのがバレて、超キレられると思ったら、なぜか放課後にあえて自分から勝負下着を見せ感想を求めるクラスの女子。（6月6日、Hunter）
- シャドーブルー ドミネーション・凌辱・洗脳（6月28日、GIGA）
- しゃぶらせてください…全身リップと濃厚フェラで究極ご奉仕（7月1日、胸キュン喫茶）
- 人妻おまんこ指オナニー 締まった濡れマ○コがヌチャヌチャして刺激するとイキ出す人妻 4（7月5日、映天）
- ダーク系鬼畜餓鬼んちょ クソ餓鬼民家侵入編（7月6日、ROCKET）
- KARMA電マ10本隊が行く!美人OL痙攣失神!悶絶電マアクメ!（7月13日、カルマ）
- 20代の美乳妻が通う発狂媚薬エステ 2（7月15日、ピーターズ）
- センズリ見せたら、徐々に本性を出してきた素人妻（7月25日、Mellow Moon）
- 童貞浪人/ケガで動けない/家賃が払えない/家事が出来ない僕にもいつでもどこでも中出しさせてくれるボインで優しいアパートの美人な大家さん（8月8日、ディープス）
- 家庭教師に媚薬を飲ませたら…悶々羞恥オナニー（8月13日、カルマ）
- 衝撃スクープ撮!温泉旅館に派遣されてきたマッサージ師にフル勃起したチンポを見せ付け、ダメもとで「フェラチオだけなら?」とお願いしてみたらOKだった!（8月13日、カルマ）
- 手を使わないデカマラフェラ（8月19日、ゑびすさん/妄想族）
- 人妻たちのパートは意外な程に卑猥（8月25日、Mellow Moon）
- 欲求不満なスケベ熟女 お漏らしオナニー（10月4日、虎堂）
- セレブ美人オイル羞恥マッサージ 欲情ぬるぬるオイル増量満載！ 13名のうち人妻9名 4時間（10月10日、ブリット）
- ヒロインマスク ティラミステリア（11月8日、GIGA）共演:木崎実花
- リアル面接隠し撮り応募素人生現場、そのまま勝手にAV発売。（11月12日、プレステージ）
- 都内某有名デパート女性下着売り場 潜入 ブラジャー試着室盗撮（12月13日、カルマ）
- 素人連れ込みナンパSEX隠し撮り 2（12月20日、プレステージ）
- THE ソープ祭り 8時間 日本に生まれて良かったスペシャル！！（12月20日、クリスタル映像）

2014年
- 目が奪われる瞬間 vol.08（1月1日、プレステージ）
- 羞恥洗脳ペット化シール（2月6日、ROCKET）
- 超高級巨乳ソープ嬢　中出し可能な超絶サービス（2月14日、ケイ・エム・プロデュース）

### フェチビデオ
- 歯を磨く女（2013年3月23日、KEU）

### アダルトイメージビデオ
「河西美咲」名義
- 契約違反!?グラビアアイドルとして契約した「脱がない、触れない、あえがない」S級素人に媚薬を飲ませ、超敏感になった体をいじくり倒し!!（2013年3月28日、オルスタックピクチャーズ）
- 契約違反!グラビアモデルとして契約した脱がない、触れない、喘がないS級素人に媚薬を飲ませたら、逆に襲われた（5月29日、オルスタックピクチャーズ）